# Elektronika IM

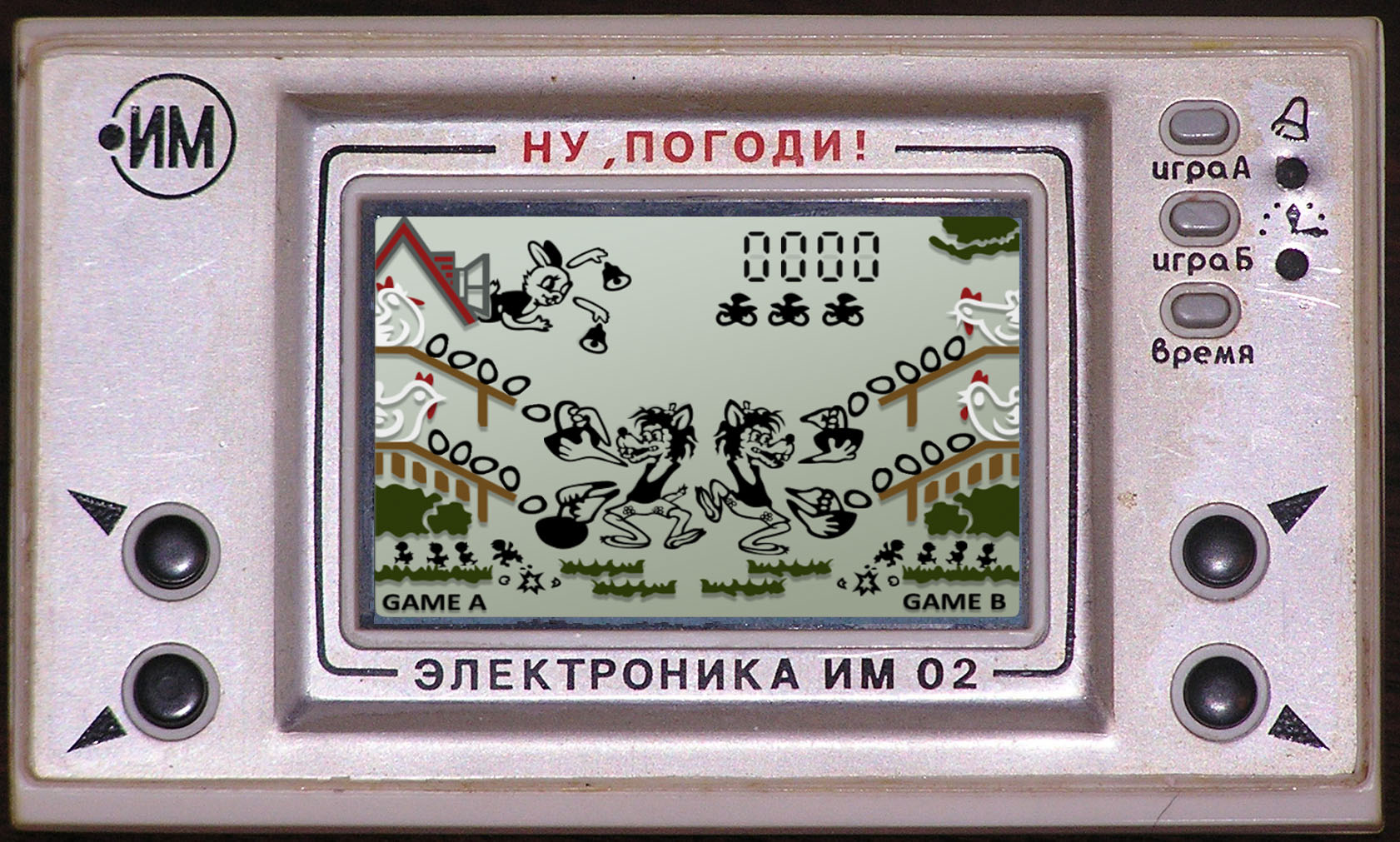
Hra IM-02: Jen počkej!

Elektronika IM (rusky Электроника ИМ) je název série digitálních her, které se vyráběly na území byvalého Sovětského svazu, později v Rusku, Ukrajině, Bělorusku a dalších republikách, přibližně v letech 1986 až 1993. Tyto série her byly v Československu a východní Evropě nesmírně populární na přelomu 80. a 90. let 20. století.
Označení „IM“ je akronym z ruského игра микропроцессорная (Igra Mikroprocessornaja, česky mikroprocesorová hra). Vzhled a základní herní idea téměř všech her byly převzaté nebo plnými kopiemi z japonských jednoúčelových herních konzolí Game & Watch společnosti Nintendo.

## Popis
Většina her obsahuje:

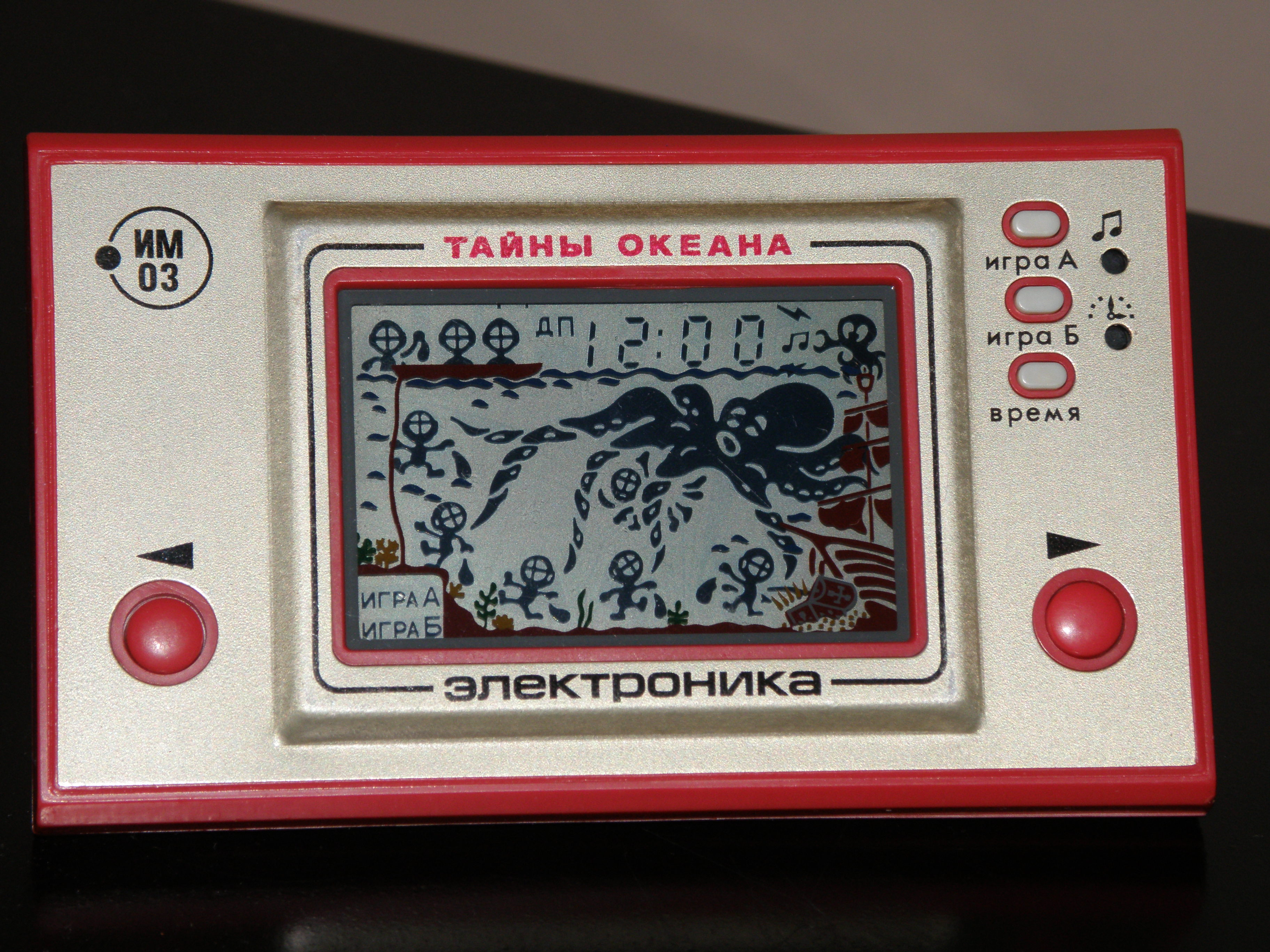
Hra IM-03: Tajemství oceánu

- LCD displej se zobrazením herní situace (displej nebyl maticový, ale přizpůsobený dané hře; hru nešlo změnit)
- vlastní hru ve dvou stupních obtížnosti
- 2 nebo 4 tlačítka pro ovládání hry, 5 tlačítek pro spuštění her, nastavení konzole, reset atd.
- vestavěné hodiny
- budík
- napájení pomocí 2 kusů knoflíkových článků LR43 nebo LR44 (dle typu hry)

Hry byly vyráběny několika závody, například: Angstrem, Mikron (Zelenograd, Rusko), nebo Arzamaskou továrnou na součástky, Billur (Gjandža, Ázerbájdžán), Evistor (Vitebsk, Bělorusko), na Ukrajině zejména továrna Říjen (Vinnycja) a Sěvěrodonecký podnik na výrobu spotřebičů (Severodoněck), Ellar (Riga, Lotyšsko) a mnoha dalších. Některé hry vyráběla továrna Angstrem i v exportní a kvalitnější verzi, s indexy „Angstrem MG-xx“ a nápisy na krabici a obalu v angličtině. Například tiráž hry „Jen počkej“ v roce přesáhl 400 tis. kusů.

## Typy IM her

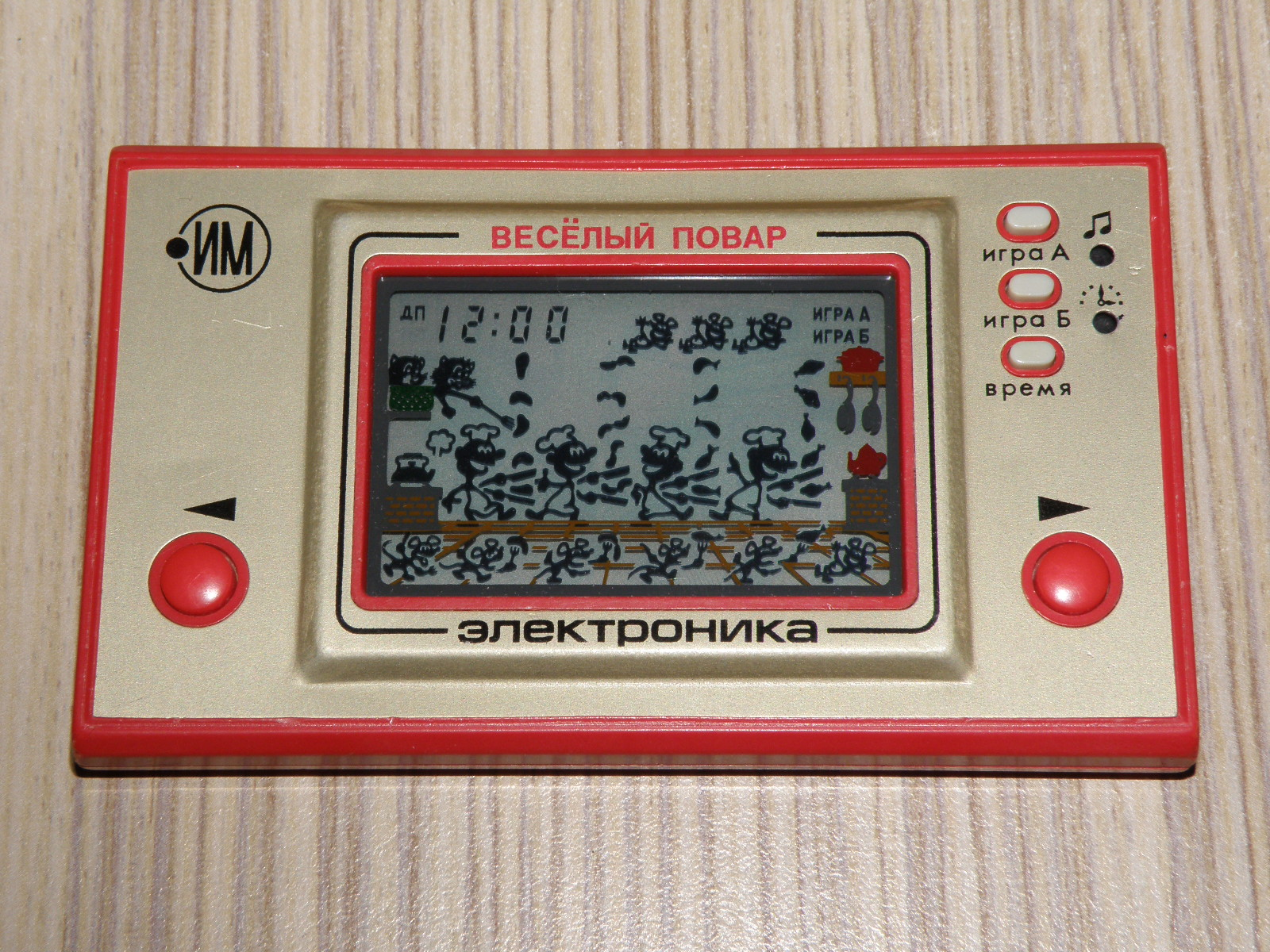
Hra IM-04: Veselý kuchař

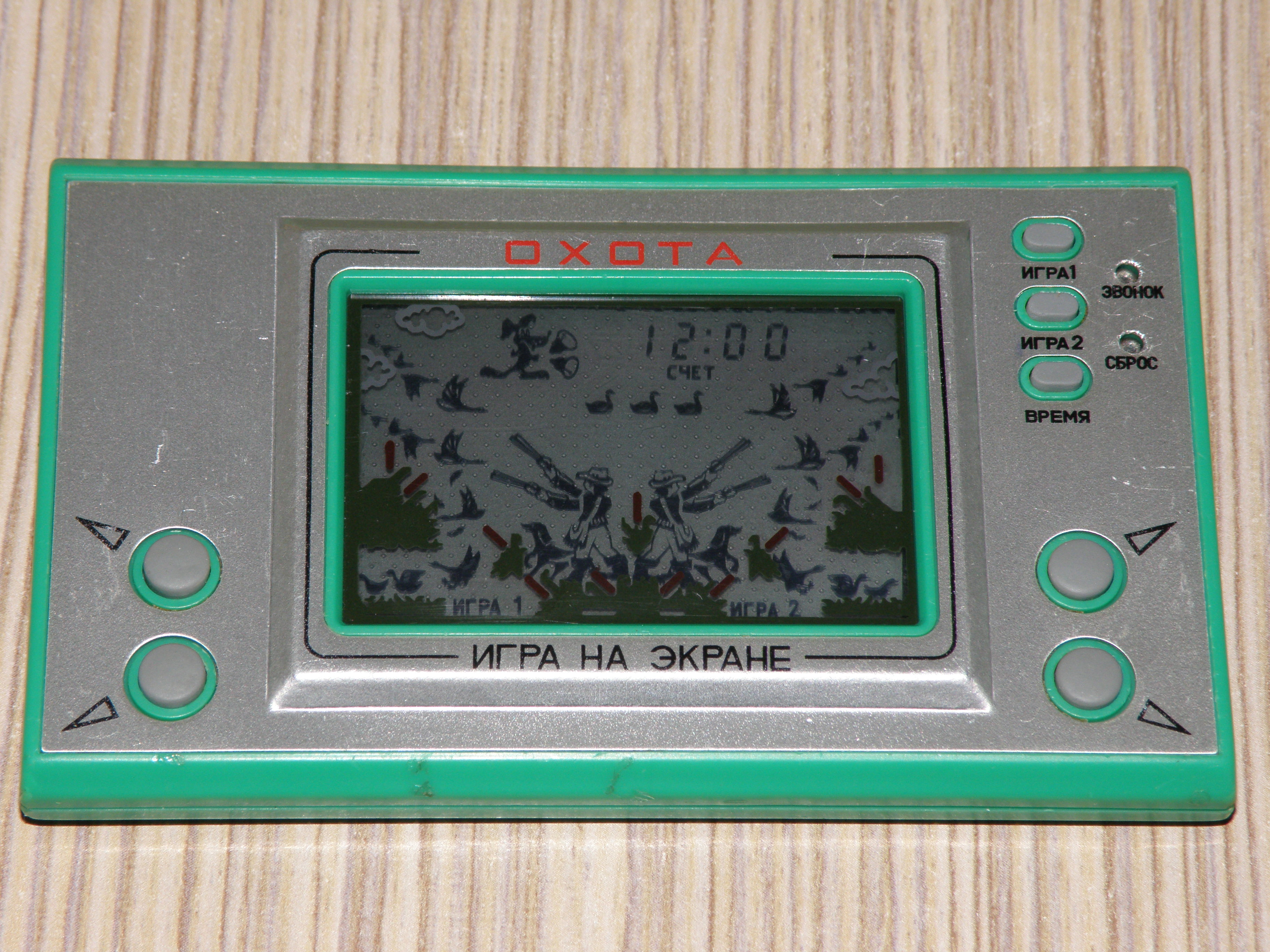
Hra IM-16: Lov

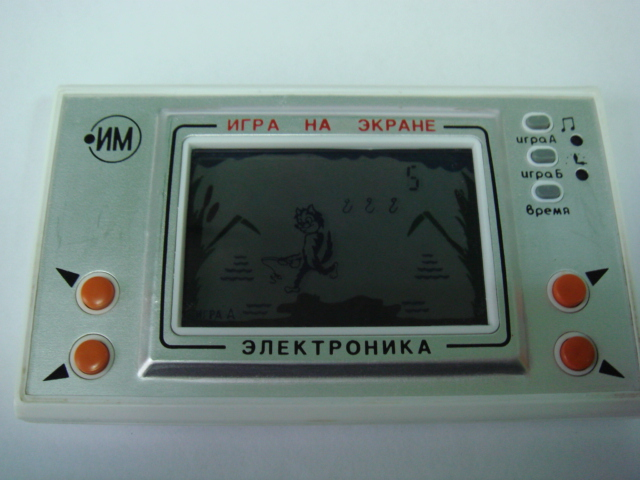
Hra IM-32: Kocourův rybolov

- Elektronika 24-01: Mickey Mouse ( MIKKI MAUS / МИККИ МАУС )
- IM-01: Šachový počítač (1986)[1]; Шахматный компьютер
- IM-02: Jen počkej! (1984); Ну, погоди!
- IM-03: Tajemství oceánu (1986); Misteries of the ocean / Тайны океана
- IM-04: Veselý kuchař (1989); Merry cook MG-04 / Весёлый повар
- IM-05: Šachový počítač (1993); советский шахматный компьютер
- IM-08: Hašení požáru (1988); Тушение пожара
- IM-09: Kosmický most (1989); Space bridge MG-09 / Космический мост [1]
- IM-10: Hokej (1988); Ice Hockey / Хоккей
- IM-12: Medvídek Pú; Donkey-Kong JR / Винни Пух
- IM-13: Vesmírní průzkumníci (1989); Explorers of space MG-13 / Разведчики космоса
- IM-16: Lov (1989); Fowling / Охота
- IM-19: Biatlon (1989); Биатлон
- IM-22: Veselí fotbalisté (1989); Monkey Goalkeeper / Весёлые футболисты
- IM-23: Autoslalom (1989); Автослалом
- IM-27: Vesmírná dobrodružství (1990); Planet Zeon / Космические приключения[1]
- IM-32: Kocourův rybolov (1990); Кот-рыболов
- IM-33: Žába chlubilka (1993); Frogling / Квака-задавака
- IM-36: Zábavné rybaření. Kozáci; Весёлая рыбалка
- IM-37: desková hra Pohár mistrů; Футбол: Кубок чемпионов)[1]
- IM-38: Ninja; Ninja / Ниндзя
- IM-39: desková hra Ruský hokej; Русский хоккей.
- IM-49: Noční zlodějíčci (1992); Night Burglars / Ночные Воришки[1]
- IM-50: Zábavná aritmetika (1989); Amusing arithmetic MG-50 / Весёлая арифметика
- IM-50: Kosmický let (1992); Space Flight / Космический полёт
- IM-51: Lodní bitva (1994); Подводная Атака (Морская Атака)
- IM-53: Útok asteroidů (1993); Атака астероидов
- IM-??: Cirkus (1993); Цирк
- IM-?6: Rybolov; Fisherman / Рыбалка
- IM-?7: Krotitelé duchů. Slimer; Ghostbusters. Slimer / Охотники за привидениями
- IМ-?8 Chata; Избушка
- IM-?9 Želvy Ninja; Teenage Mutant Ninja Turtles / Ниндзя-черепашки
- IM-?10 Zlatá antilopa (1993); Golden Antelope / Золотая антилопа